# Morgen (filme)
Morgen é um filme de drama romeno de 2010 dirigido e escrito por Marian Crișan. Foi selecionado como representante da Romênia à edição do Oscar 2011, organizada pela Academia de Artes e Ciências Cinematográficas.

## Elenco
- András Hatházi - Nelu
- Yilmaz Yalcin - Behran
- Elvira Rimbu - Florica
- Dorin C. Zachei - Daniel